# Gustaf Dahlgren

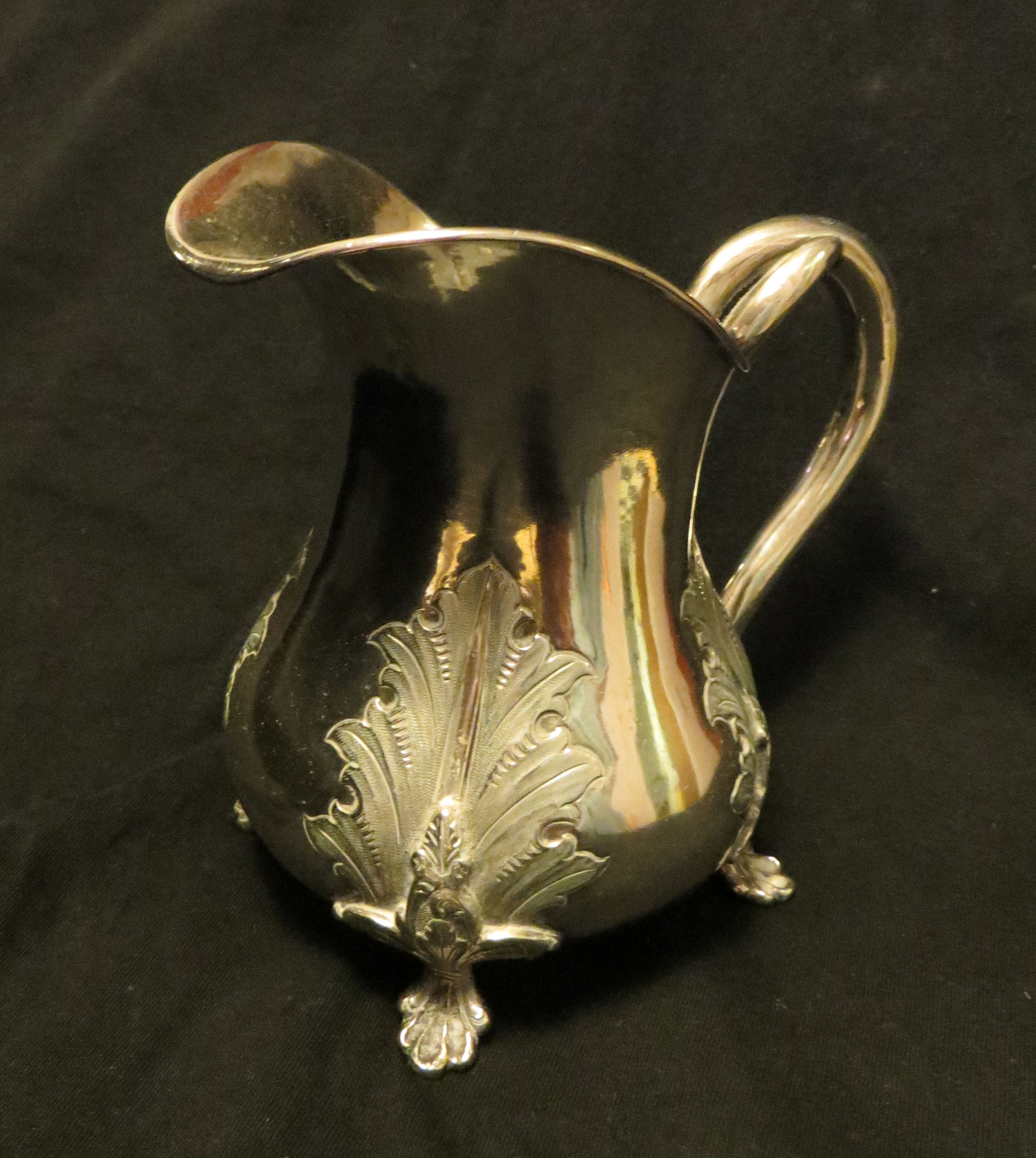
Gräddsnipa tillverkad av Gustaf Dahlgren 1851.

Gustaf Dahlgren, född 14 april 1815 i Nosaby, död den 6 september 1875 i Aachen, var en svensk guld- och silversmed med verksamhet i Malmö.
Gustaf Dahlgren föddes 1816 och blev gesäll 1836. Under sin utbildningstid reste han i Europa och förkovrade sig. Han arbetade bland annat i Berlin, Paris och Wien.
År 1845 hade Malmö endast ett par guldsmedsverkstäder och troligen såg Dahlgren ett utrymme för ytterligare en. Därför flyttade han till staden och blev mästare där 1845. Hans mästarstycke var en snusdosa av guld. Fram till sin död drev Dahlgren en omfattande rörelse som närmast fick industriell karaktär. I början av 1860-talet etablerades även en butik i Stockholm. I hans rörelse fanns även den danskfödde silversmeden Carl Lyxdorph, med vilken han delade hem. Gustaf Dahlgren avled 1875 efter en lång tids sjukdom, men företaget levde vidare.
Dahlgren, som inte var gift, har i Malmö gjort sig känd som donator till Dahlgrenska stiftelsen, vars avsikt var att bereda medellösa malmöbor kostnadsfri bostad i den byggnad som stiftelsen uppförde 1900–03, efter ritningar av arkitekten Axel Anderberg.